# Giorgio Roda
Giorgio Roda (ur. 18 marca 1994 roku) – włoski kierowca wyścigowy.

## Kariera
Roda rozpoczął karierę w wyścigach samochodowych w 2011 roku od startów we Włoskiej Formule Abarth, Europejskiej Formule Abarth oraz w Europejskiego Pucharu Formuły Renault 2.0. Jedynie we Włoskiej Formule Abarth był klasyfikowany. Z dorobkiem czterech punktów uplasował się tam na 19 pozycji w klasyfikacji generalnej. W późniejszych latach pojawiał się także w stawce Alpejskiej Formuły Renault 2.0, International GT Open oraz European Le Mans Series.

## Statystyki
| Sezon | Seria                                 | Zespół              | Wyścigi | Zwycięstwa | PP | NO | Podium | Punkty | Pozycja |
| ----- | ------------------------------------- | ------------------- | ------- | ---------- | -- | -- | ------ | ------ | ------- |
| 2011  | Włoska Formuła Abarth                 | Cram Competition    | 14      | 0          | 0  | 0  | 0      | 4      | 19      |
| 2011  | Europejska Formuła Abarth             | Cram Competition    | 11      | 0          | 0  | 0  | 0      | 0      | NS      |
| 2011  | Europejski Puchar Formuły Renault 2.0 | Cram Competition    | 2       | 0          | 0  | 0  | 0      | 0      | NS†     |
| 2012  | Europejska Formuła Abarth             | Prema Powerteam     | 21      | 0          | 0  | 0  | 0      | 72     | 9       |
| 2012  | Alpejska Formuła Renault 2.0          | Cram Motorsport     | 2       | 0          | 0  | 0  | 0      | 0      | NS      |
| 2012  | Włoska Formuła Abarth                 |                     |         |            |    |    |        | 46     | 9       |
| 2013  | Włoska Formuła Abarth                 | Cram Motorsport Srl | 9       | 1          | 0  | 0  | 3      | 73     | 6       |
| 2014  | International GT Open - GTS           | AF Corse            | 16      | 2          | 0  | 0  | 7      | 86     | 1       |

† – Roda nie był zaliczany do klasyfikacji.